# Gehnäll Persson
Gehnäll Persson (Steneby, 21 augustus 1910- Köping, 16 juli 1976) was een Zweedse ruiter, die gespecialiseerd was in dressuur. Persson nam driemaal deel aan de Olympische Spelen.
Met het Zweedse dressuurteam won Persson tijdens de Olympische Zomerspelen 1948 een gouden medaille. Deze medaille werd het Zweedse team in 1949 ontnomen door Fédération Équestre Internationale, omdat Persson slechts voor de duur van de Spelen was gepromoveerd naar de rang van tweede luitenant. Toentertijd moesten deelnemers aan de olympische paardensportwedstrijden ten minste de rang van officier hebben. Aan het eind van 1949 werd deze regel geschrapt.
Daarna won Persson met Zweeds team twee opeenvolgende gouden medailles tijdens de Spelen van 1952 in Helsinki en 1956 in Stockholm. De olympische paardensportwedstrijden werden in 1956 niet in Melbourne, maar in Stockholm gehouden vanwege de Australische quarantaineregels betreffende paarden. Hier behaalde Persson een vierde plaats individueel.
1928: von Langen, Linkenbach, Lotzbeck ·
1932: Lesage, Marion, Jousseaume ·
1936: Pollay, Gerhard, Oppeln-Bronikowski ·
1948: Jousseaume, Saint-Fort Paillard, Buret ·
1952: Saint Cyr, Boltenstern, Persson ·
1956: Saint Cyr, Boltenstern, Persson ·
1964: Boldt, Klimke, Neckermann ·
1968: Neckermann, Klimke, Linsenhoff ·
1972: Petoesjkova, Kizimov, Kalita ·
1976: Boldt, Klimke, Grillo ·
1980: Kovsjov, Oegrjoemov, Misevitsj ·
1984: Klimke, Sauer, Krug ·
1988: Klimke, Linsenhoff, Theodorescu, Uphoff ·
1992: Balkenhol, Uphoff, Theodorescu, Werth ·
1996: Balkenhol, Schaudt, Theodorescu, Werth ·
2000: Werth, Capellmann, Salzgeber, Simons-de Ridder ·
2004: Kemmer, Schmidt, Schaudt, Salzgeber ·
2008: Kemmer, Capellmann, Werth ·
2012: Hester, Bechtolsheimer, Dujardin ·
2016: Rothenberger, Schneider, Bröring-Sprehe, Werth ·
2020: von Bredow-Werndl, Schneider, Werth ·
2024: Wandres, von Bredow-Werndl, Werth
- LIBRIS: 276568
- Virtual International Authority File: 17204270